# Dmitrij Sklarow

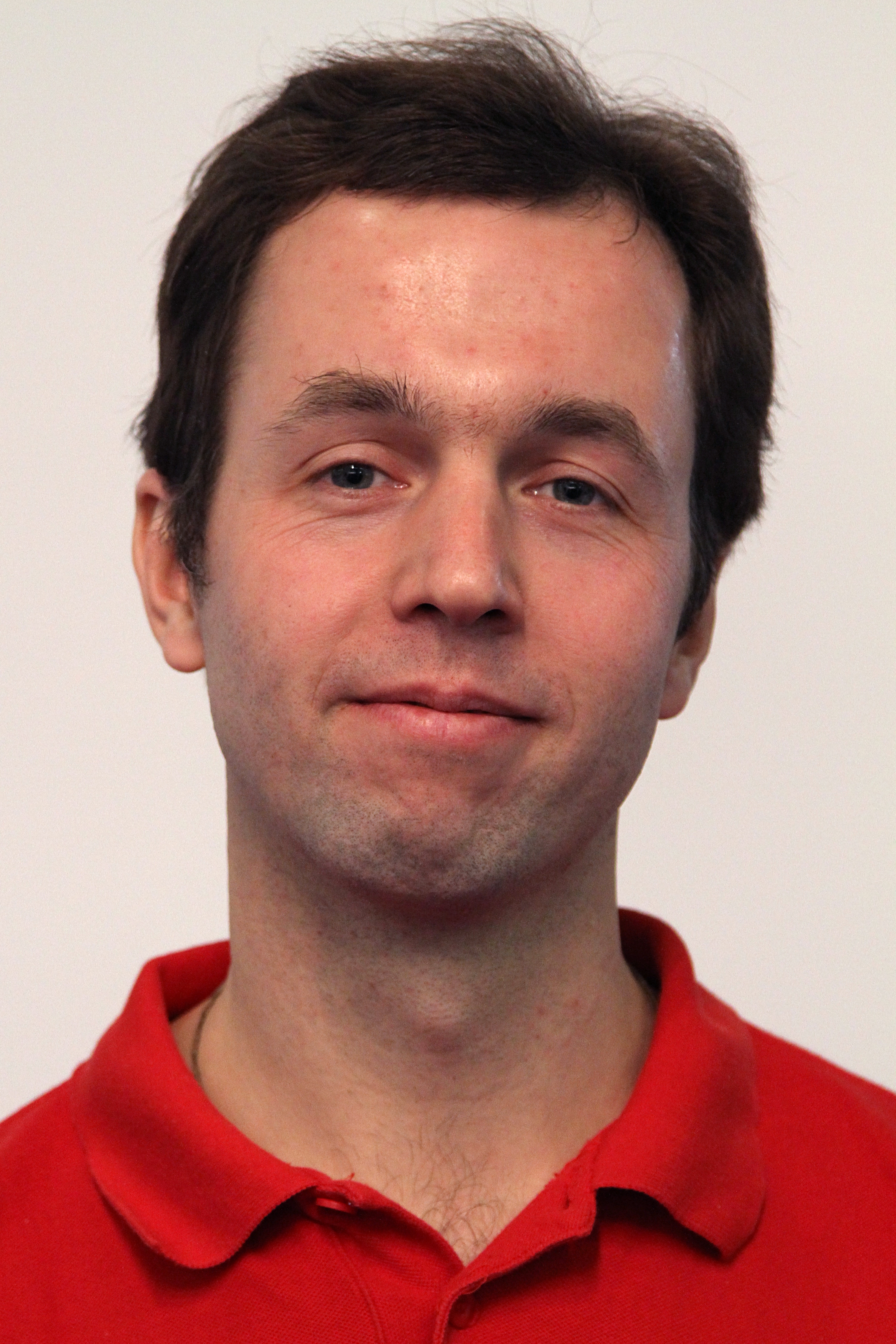
Dmitrij Sklarow (2010)

Dmitrij Witaljewicz Sklarow (ros. Дмитрий Витальевич Скляров) – rosyjski informatyk oskarżony o złamanie Digital Millenium Copyright Act (DMCA, amerykański akt prawny dot. praw własności do utworów cyfrowych).
Jest twórcą algorytmów do programu Advanced eBook Processor, umożliwiającego m.in. kopiowanie plików typu ebook. Dmirtij Sklarow to pierwsza osoba w historii oskarżona w oparciu o DMCA.